# صرد رمادي كبير

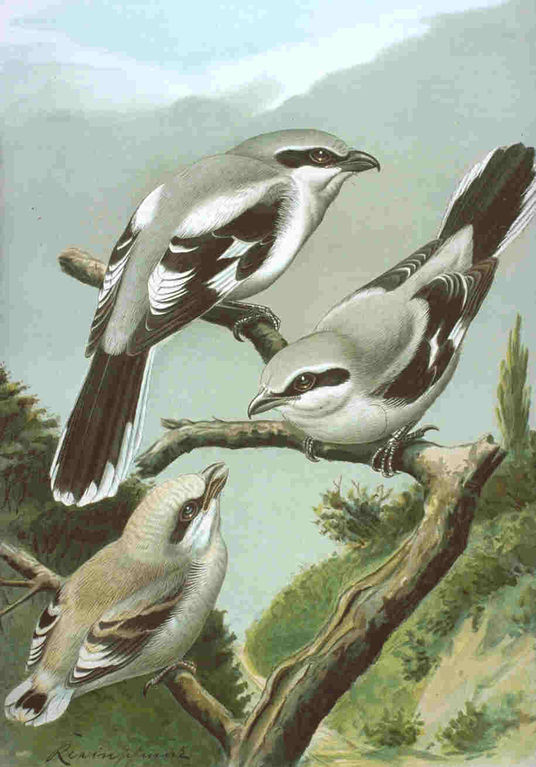
الأسرد

الصرد الرمادي الكبير، أو ببساطة الصُّرَد، أو الأسرد (الاسم العلمي: Lanius excubitor) هو طائر مقيم ومهاجر شتوي عابر، يعشش في أواخر الربيع، يألف المناطق الصحراوية وشبه الصحراوية كالروض والأودية ذات الأشجار والشجيرات الشوكية المتناثرة مثل العوسج والسمر والقرط وفي المناطق الزراعية والمسطحات الحصوية.

## التسمية
الأسرد: يقال أن تسمية هذا الطائر بـ (الأسرد) لوجود شريط اسود يغطي منطقة العينين يبدو الطائر كأنه مكحل العينين.

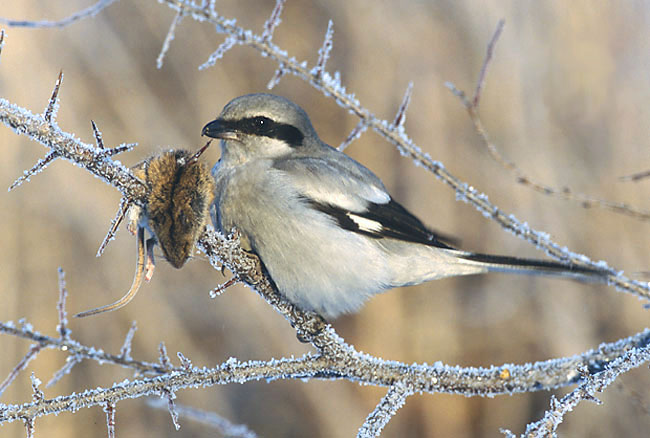
بيوض الأسرد.

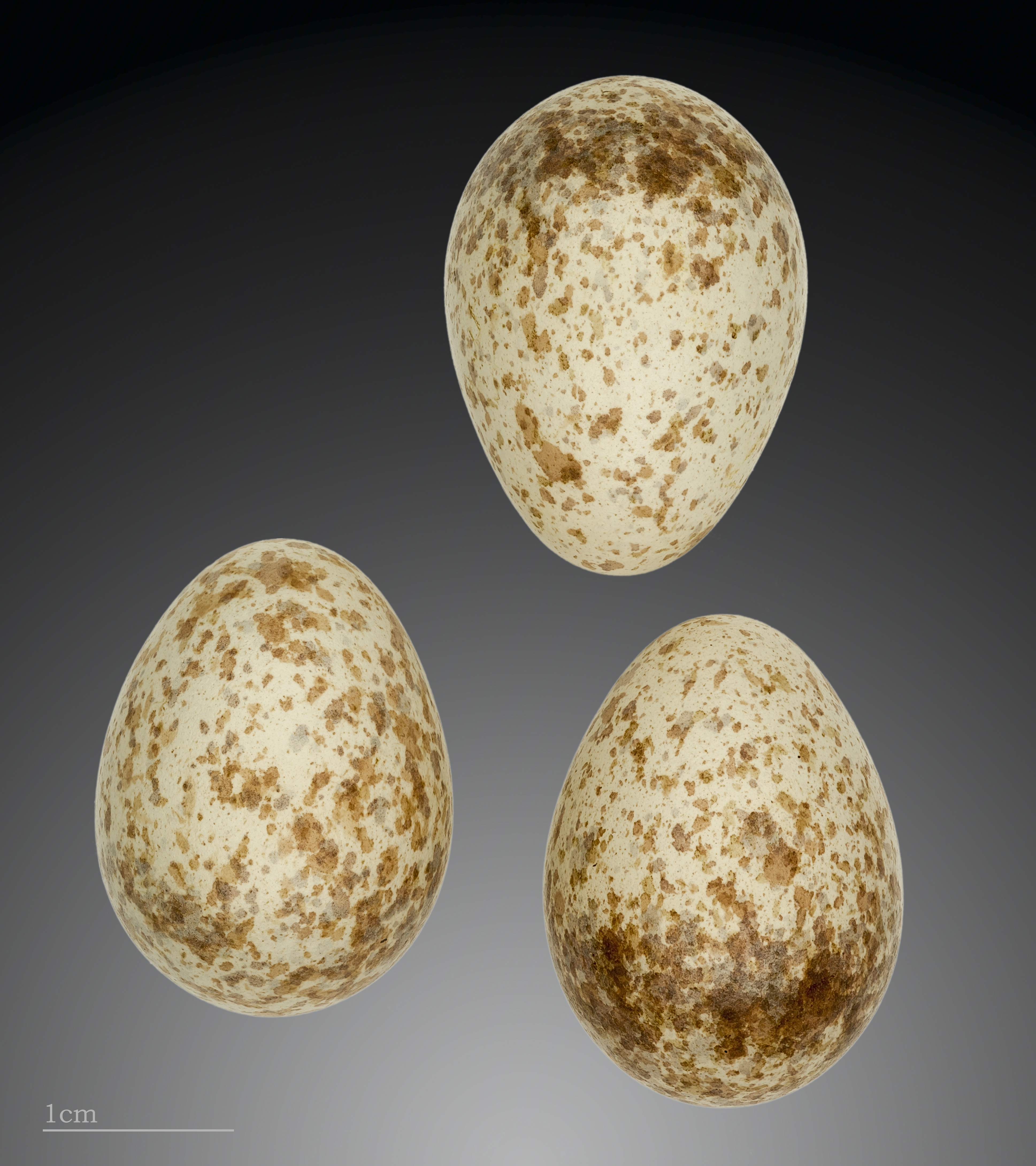
بيوض الأسرد.

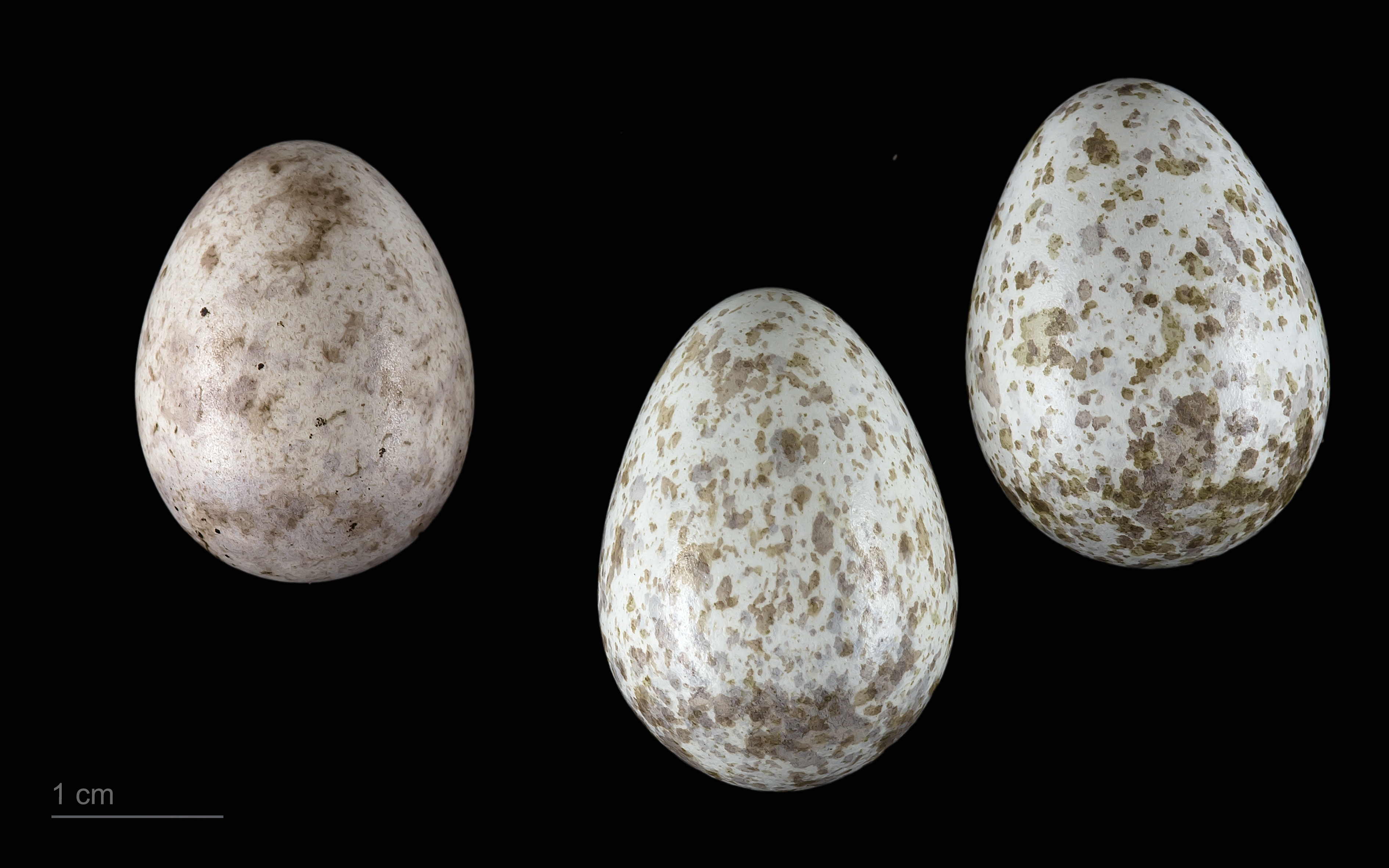
Cuculus canorus canorus + Lanius excubitor

درجت تسمية هذا الطائر (بالأصرد) أو (الأسرد)، وهي الأصح والأكثر شيوعاً، كما يعرف باسم الأسرد المكحل.

## الميزات
يتراوح طول جسمه ما بين 24 _ 26 سم تقريباً، يتميز بوجود خط برقع أسود جانبي ممتد من المنقار عبر العين حتى نهاية الرأس تقريباً، ويغطي بقية الرأس والظهر اللون الرمادي، بينما يغطي طرفي الجناحين والذيل اللون الأسود، أما اللون الأبيض فيغطي السطح البطني، وللطائر منقار أسود قوي خطافي الشكل لتمزيق الفريسة إلى أجزاء، يمتاز بأن طيرانه منخفض حيث يتراوح من 6 _ 10 أمتار عن سطح الأرض.

## التزاوج والتكاثر
يتكاثر في الفترة من يناير حتى مايو، تضع الأنثى من 2 _ 7 بيضات في أعشاش تبنيها بين فروع الأشجار والشجيرات الصحراوية، ودائماً ما يخلط بينه وبين الأصرد الرمادي الصغير الصريد: Lanius minor

## التغذية
يتغذى على الحيوانات الصغيرة كالحشرات والزواحف وصغار الطيور، حيث يجثم على قمم الشجيرات وفروعها البارزة لمراقبة الفريسية ثم مطاردتها حتى يحاصرها بين الأشواك المتداخلة الصغيرة لهذه الأشجار والشجيرات حيث تشكل مخزن للغذاء.

## اقرأ أيضا
- تطور الطيور